# Brug Cornelis Douweskanaal

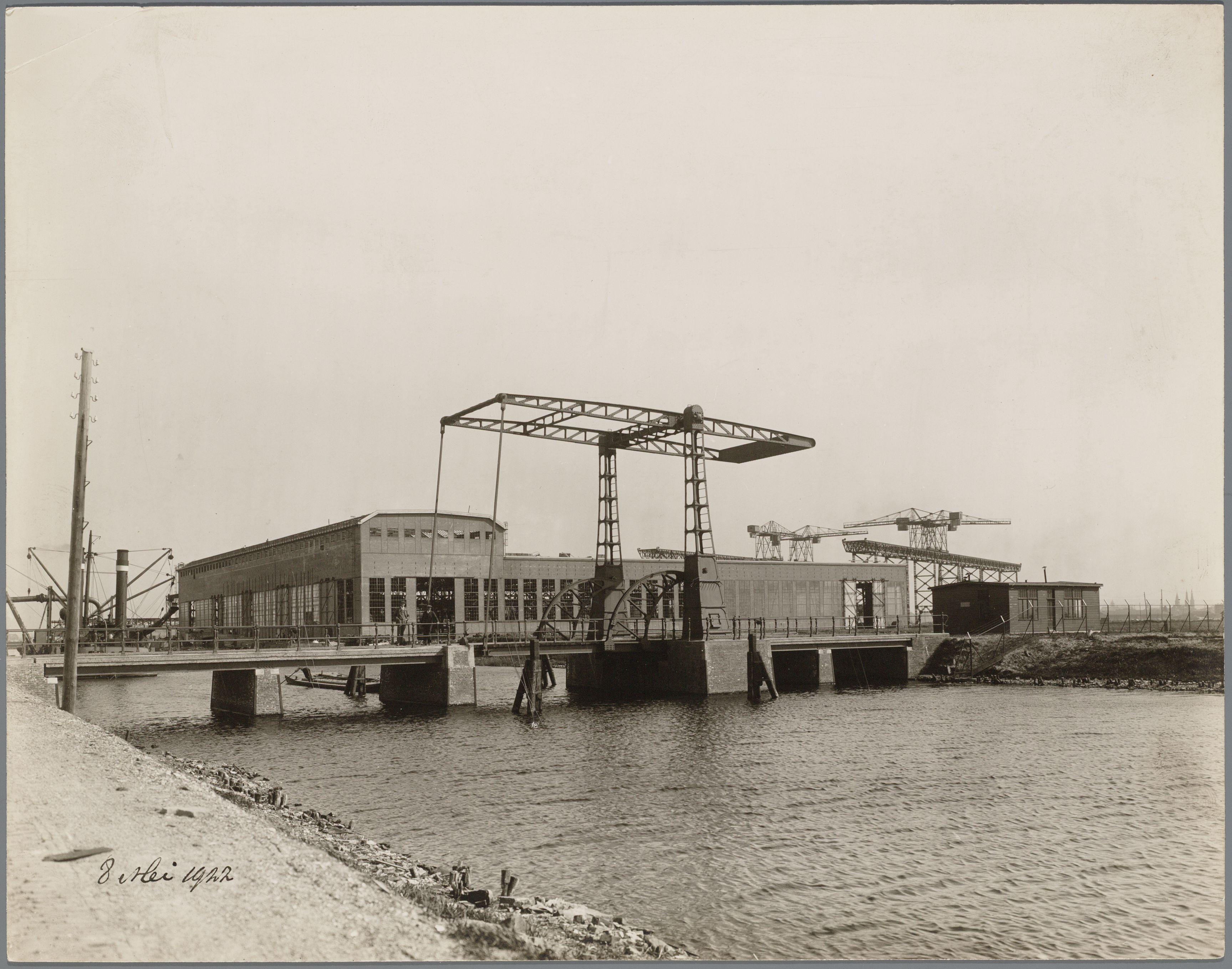
De brug in mei 1922 met op de achtergrond de NSM

De Brug Cornelis Douweskanaal was een brug in Amsterdam-Noord.
De brug was nodig om de Nederlandsche Scheepsbouw Maatschappij te kunnen bereiken. Dat bedrijf was bezig nieuwbouw te plegen langs het in 1919 gegraven Cornelis Douweskanaal, nadat de werkplaatsen aan de Conradstraat te klein bleken. De gemeente gaf toestemming tot het plaatsen van een brug nabij wat toen bekend stond als Cornelis Douwesweg 1. In juni 1920 moest de brug klaar zijn. De fabriekshal ging in oktober 1922 open. Het werd een ijzeren ophaalbrug zoals die toen gewoon waren in de stad Amsterdam. Wichert Arend de Graaf van de Publieke Werken had het ontwerp daarvoor gemaakt. In de jaren vijftig werd een deel van het Cornelis Douweskanaal gedempt (er ontstonden de delen west en oost). De brug werd daardoor overbodig en weggehaald. Ze is toen "verhuisd" en in dienst genomen als de Westergasbrug (brug 193).